# Hylophasma pulchra
Hylophasma pulchra är en stekelart som beskrevs av Dmitriy R. Kasparyan och Ruiz-cancino 2005. Hylophasma pulchra ingår i släktet Hylophasma och familjen brokparasitsteklar. Inga underarter finns listade i Catalogue of Life.